# Borussia Verein für Leibesübungen 1900 Mönchengladbach 2022-2023
Questa voce raccoglie le informazioni riguardanti il Borussia Verein für Leibesübungen 1900 Mönchengladbach nelle competizioni ufficiali della stagione 2022-2023.

## Maglie e sponsor
| Casa | Trasferta | Terza maglia |

## Rosa
Aggiornata al 19 aprile 2023 
| N. |                     | Ruolo | Calciatore             |
| -- | ------------------- | ----- | ---------------------- |
| 1  | Svizzera (bandiera) | P     | Yann Sommer            |
| 1  | Svizzera (bandiera) | P     | Jonas Omlin            |
| 3  | Giappone (bandiera) | D     | Ko Itakura             |
| 4  | Francia (bandiera)  | D     | Mamadou Doucouré       |
| 5  | Germania (bandiera) | D     | Marvin Friedrich       |
| 6  | Germania (bandiera) | C     | Christoph Kramer       |
| 7  | Germania (bandiera) | A     | Patrick Herrmann       |
| 8  | Germania (bandiera) | C     | Julian Weigl           |
| 10 | Francia (bandiera)  | A     | Marcus Thuram          |
| 11 | Austria (bandiera)  | A     | Hannes Wolf            |
| 13 | Germania (bandiera) | C     | Lars Stindl (capitano) |
| 14 | Francia (bandiera)  | C     | Alassane Pléa          |
| 17 | Francia (bandiera)  | D     | Kouadio Koné           |
| 18 | Austria (bandiera)  | D     | Stefan Lainer          |
| 19 | Francia (bandiera)  | A     | Nathan Ngoumou         |

| N. |                        | Ruolo | Calciatore             |
| -- | ---------------------- | ----- | ---------------------- |
| 20 | Germania (bandiera)    | D     | Luca Netz              |
| 21 | Germania (bandiera)    | P     | Tobias Sippel          |
| 22 | Danimarca (bandiera)   | C     | Oscar Fraulo           |
| 23 | Germania (bandiera)    | C     | Jonas Hofmann          |
| 24 | Germania (bandiera)    | D     | Tony Jantschke         |
| 25 | Algeria (bandiera)     | D     | Ramy Bensebaini        |
| 29 | Stati Uniti (bandiera) | D     | Joe Scally             |
| 30 | Svizzera (bandiera)    | D     | Nico Elvedi            |
| 32 | Germania (bandiera)    | C     | Florian Neuhaus        |
| 34 | Irlanda (bandiera)     | C     | Conor Noß              |
| 35 | Australia (bandiera)   | C     | Jacob Italiano         |
| 38 | Lussemburgo (bandiera) | C     | Yvandro Borges Sanches |
| 41 | Germania (bandiera)    | P     | Jan Olschowsky         |
| 48 | Germania (bandiera)    | A     | Semir Telalović        |

## Calciomercato

### Sessione estiva(dall'1º/7 al 31/8)
| Acquisti | Acquisti       | Acquisti        | Acquisti                 |
| R.       | Nome           | da              | Modalità                 |
| -------- | -------------- | --------------- | ------------------------ |
| C        | Nathan Ngoumou | Tolosa          | definitivo (8 milioni €) |
| D        | Ko Itakura     | Manchester City | definitivo (5 milioni €) |
| C        | Oscar Fraulo   | Midtjylland     | definitivo (2 milioni €) |
| D        | Julian Weigl   | Benfica         | Prestito                 |

| Cessioni | Cessioni        | Cessioni           | Cessioni                    |
| R.       | Nome            | a                  | Modalità                    |
| -------- | --------------- | ------------------ | --------------------------- |
| A        | Breel Embolo    | Monaco             | definitivo (12,5 milioni €) |
| C        | László Bénes    | Amburgo            | definitivo (1,5 milioni €)  |
| D        | Matthias Ginter | Friburgo           | gratuito                    |
| D        | Andreas Poulsen | Aalborg            | gratuito                    |
| A        | Famana Quizera  | Académico de Viseu | gratuito                    |

### Sessione invernale(dal 4/1 all'1º/2)
| Acquisti | Acquisti    | Acquisti    | Acquisti                 |
| R.       | Nome        | da          | Modalità                 |
| -------- | ----------- | ----------- | ------------------------ |
| P        | Jonas Omlin | Montpellier | definitivo (9 milioni €) |

| Cessioni | Cessioni    | Cessioni      | Cessioni                 |
| R.       | Nome        | a             | Modalità                 |
| -------- | ----------- | ------------- | ------------------------ |
| A        | Yann Sommer | Bayern Monaco | definitivo (8 milioni €) |

## Risultati

### Bundesliga

#### Girone di andata
| Arbitro: | Siebert |

|                                         |           |          |
| Bensebaini 42’ M. Thuram 71’ Elvedi 78’ | Marcatori | 25’ Skov |

| Arbitro: | Jablonski |

|                                 |           |                              |
| Zalazar 29’ Bülter 90+3’ (rig.) | Marcatori | 72’ J. Hofmann 78’ M. Thuram |

| Arbitro: | Jöllenbeck |

|                 |           |  |
| Pléa 34’ (rig.) | Marcatori |  |

| Arbitro: | Schlager |

|             |           |               |
| L. Sané 83’ | Marcatori | 43’ M. Thuram |

| Arbitro: | Aytekin |

|  |           |            |
|  | Marcatori | 55’ Martín |

| Friburgo 11 settembre 2022, ore 17:30 CEST 6ª giornata | Friburgo | 0 – 0 referto | Borussia M'gladbach | Europa-Park Stadion (33 000 spett.)\| Arbitro: \| Stieler \| |
| Arbitro:                                               | Stieler  |               |                     |                                                              |

| Arbitro: | Ittrich |

|                                    |           |  |
| J. Hofmann 10’, 35’ Bensebaini 53’ | Marcatori |  |

| Arbitro: | Jöllenbeck |

|                                                              |           |               |
| Füllkrug 5’, 13’ Ducksch 8’ Bensebaini 37’ (aut.) Weiser 73’ | Marcatori | 63’ M. Thuram |

| Arbitro: | Jablonski |

|                                                                          |           |                                  |
| M. Friedrich 27’ Bensebaini 45+2’ (rig.), 76’ Stindl 46’ M. Thuram 90+1’ | Marcatori | 31’ (rig.) Kainz 83’ Huseinbašić |

| Arbitro: | Cortus |

|                           |           |                    |
| Gerhardt 43’ Marmoush 69’ | Marcatori | 13’, 48’ M. Thuram |

| Arbitro: | Siebert |

|               |           |                                   |
| M. Thuram 72’ | Marcatori | 6’, 45’ Lindstrøm 29’ Dina Ebimbe |

| Arbitro: | Osmers |

|                          |           |            |
| Behrens 79’ Doekhi 90+7’ | Marcatori | 33’ Elvedi |

| Arbitro: | Jöllenbeck |

|                                            |           |                 |
| J. Hofmann 4’ M. Thuram 25’ Herrmann 90+4’ | Marcatori | 35’ Tiago Tomás |

| Arbitro: | Schlager |

|                               |           |          |
| P. Hofmann 7’ Antwi-Adjei 12’ | Marcatori | 62’ Pléa |

| Arbitro: | Jablonski |

|                                                     |           |                                 |
| J. Hofmann 4’ Bensebaini 26’ M. Thuram 30’ Koné 46’ | Marcatori | 19’ J. Brandt 40’ Schlotterbeck |

| Arbitro: | Osmers |

|                   |           |                                  |
| Stindl 82’, 90+6’ | Marcatori | 21’ Bakker 43’ A. Adli 67’ Amiri |

| Arbitro: | Schlager |

|                |           |  |
| M. Berisha 82’ | Marcatori |  |

#### Girone di ritorno
| Arbitro: | Brand |

|           |           |                                           |
| Bebou 80’ | Marcatori | 12’, 36’ J. Hofmann 83’ Stindl 90+1’ Wolf |

| Mönchengladbach 4 febbraio 2023, ore 18:30 CET 19ª giornata | Borussia M'gladbach | 0 – 0 referto | Schalke 04 | Borussia-Park (54 042 spett.)\| Arbitro: \| Aytekin \| |
| Arbitro:                                                    | Aytekin             |               |            |                                                        |

| Arbitro: | Dingert |

|                                                               |           |            |
| Ngankam 30’ Dárdai 52’ Scherhant 90+1’ Lukebakio 90+7’ (rig.) | Marcatori | 17’ Elvedi |

| Arbitro: | Welz |

|                                         |           |                             |
| Stindl 13’ J. Hofmann 55’ M. Thuram 84’ | Marcatori | 35’ Choupo-Moting 90+3’ Tel |

| Arbitro: | Hartmann |

|                                                          |           |  |
| Lee Jae-sung 25’ Ingvartsen 49’ Ajorque 72’ Weiper 90+3’ | Marcatori |  |

| Mönchengladbach 4 marzo 2023, ore 18:30 CET 23ª giornata | Borussia M'gladbach | 0 – 0 referto | Friburgo | Borussia-Park (53 014 spett.)\| Arbitro: \| Brand \| |
| Arbitro:                                                 | Brand               |               |          |                                                      |

| Arbitro: | Jöllenbeck |

|                                             |           |  |
| Werner 57’ Forsberg 71’ (rig.) Gvardiol 80’ | Marcatori |  |

| Arbitro: | Reichel |

|                           |           |                  |
| M. Thuram 48’ Neuhaus 73’ | Marcatori | 65’, 89’ Ducksch |

| Colonia 1 aprile 2023, ore 15:30 CEST 26ª giornata | Colonia | 0 – 0 referto | Borussia M'gladbach | RheinEnergieStadion (50 000 spett.)\| Arbitro: \| Zwayer \| |
| Arbitro:                                           | Zwayer  |               |                     |                                                             |

| Arbitro: | Gerach |

|                           |           |  |
| Ngoumou 34’ M. Thuram 48’ | Marcatori |  |

| Arbitro: | Jablonski |

|                |           |                |
| Kolo Muani 83’ | Marcatori | 13’ J. Hofmann |

| Arbitro: | Petersen |

|  |           |            |
|  | Marcatori | 60’ Becker |

| Arbitro: | Welz |

|                                      |           |                  |
| Guirassy 22’ T. Coulibaly 83’ (rig.) | Marcatori | 78’ (rig.) Weigl |

| Arbitro: | Schröder |

|                             |           |  |
| J. Hofmann 35’ Stindl 90+1’ | Marcatori |  |

| Arbitro: | Daniel Schlager (Hügelsheim) |

|                                                            |           |                                  |
| Malen 5’ Bellingham 18’ (rig.) Haller 20’, 32’ Reyna 90+4’ | Marcatori | 75’ (rig.) Bensebaini 85’ Stindl |

| Arbitro: | Siebert (Berlino) |

|                       |           |                           |
| Adli 15’ Demirbay 20’ | Marcatori | 58’ J. Hofmann 90’ Stindl |

| Arbitro: | Jöllenbeck (Friburgo) |

|                        |           |  |
| Netz 4’ J. Hofmann 40’ | Marcatori |  |

### DFB-Pokal
| Arbitro: | Winter |

|           |           |                                                                                               |
| Huber 61’ | Marcatori | 2’, 22’, 36’ M. Thuram 37’, 45+3’ J. Hofmann 45’ Bensebaini 47’ Stindl 59’ Scally 78’ Neuhaus |

| Arbitro: | Schröder |

|                      |           |          |
| Tietz 23’ Seydel 79’ | Marcatori | 48’ Netz |

## Statistiche

### Statistiche di squadra
| Competizione      | Punti | In casa | In casa | In casa | In casa | In casa | In casa | In trasferta | In trasferta | In trasferta | In trasferta | In trasferta | In trasferta | Totale | Totale | Totale | Totale | Totale | Totale | D.R. |
| Competizione      | Punti | G       | V       | N       | P       | Gf      | Gs      | G            | V            | N            | P            | Gf           | Gs           | G      | V      | N      | P      | Gf     | Gs     | D.R. |
| ----------------- | ----- | ------- | ------- | ------- | ------- | ------- | ------- | ------------ | ------------ | ------------ | ------------ | ------------ | ------------ | ------ | ------ | ------ | ------ | ------ | ------ | ---- |
| Bundesliga        | 43    | 17      | 10      | 3       | 4       | 33      | 18      | 17           | 1            | 7            | 9            | 19           | 37           | 34     | 11     | 10     | 13     | 52     | 55     | -3   |
| Coppa di Germania |       | 0       | 0       | 0       | 0       | 0       | 0       | 2            | 1            | 0            | 1            | 10           | 3            | 2      | 1      | 0      | 1      | 10     | 3      | +7   |
| Totale            |       | 17      | 10      | 3       | 4       | 33      | 18      | 19           | 2            | 7            | 10           | 29           | 40           | 36     | 12     | 10     | 14     | 62     | 58     | +4   |

### Andamento in campionato
| Giornata  | 1 | 2 | 3 | 4 | 5 | 6 | 7 | 8 | 9 | 10 | 11 | 12 | 13 | 14 | 15 | 16 | 17 | 18 | 19 | 20 | 21 | 22 | 23 | 24 | 25 | 26 | 27 | 28 | 29 | 30 | 31 | 32 | 33 | 34 |
| --------- | - | - | - | - | - | - | - | - | - | -- | -- | -- | -- | -- | -- | -- | -- | -- | -- | -- | -- | -- | -- | -- | -- | -- | -- | -- | -- | -- | -- | -- | -- | -- |
| Luogo     | C | T | C | T | C | T | C | T | C | T  | C  | T  | C  | T  | C  | C  | T  | T  | C  | T  | C  | T  | C  | T  | C  | T  | C  | T  | C  | T  | C  | T  | T  | C  |
| Risultato | V | N | V | N | P | N | V | P | V | N  | P  | P  | V  | P  | V  | P  | P  | V  | N  | P  | V  | P  | N  | P  | N  | N  | V  | N  | P  | P  | V  | P  | N  | V  |
| Posizione | 3 | 3 | 2 | 6 | 9 | 8 | 6 | 9 | 6 | 6  | 9  | 11 | 8  | 9  | 8  | 8  | 9  | 8  | 9  | 10 | 8  | 10 | 10 | 10 | 10 | 10 | 10 | 10 | 10 | 10 | 10 | 11 | 11 | 10 |

Legenda:

Luogo: C = Casa; T = Trasferta. Risultato: V = Vittoria; N = Pareggio; P = Sconfitta.